# Parque Nacional Desierto de los Leones
Parque Nacional Desierto de los Leones är en nationalpark i Mexiko. Den ligger i den sydöstra delen av landet, 23 km sydväst om huvudstaden Mexico City. Parque Nacional Desierto de los Leones ligger 3 169 meter över havet. Arean är 1,5 kvadratkilometer.